# 57 mm działo Mk 110

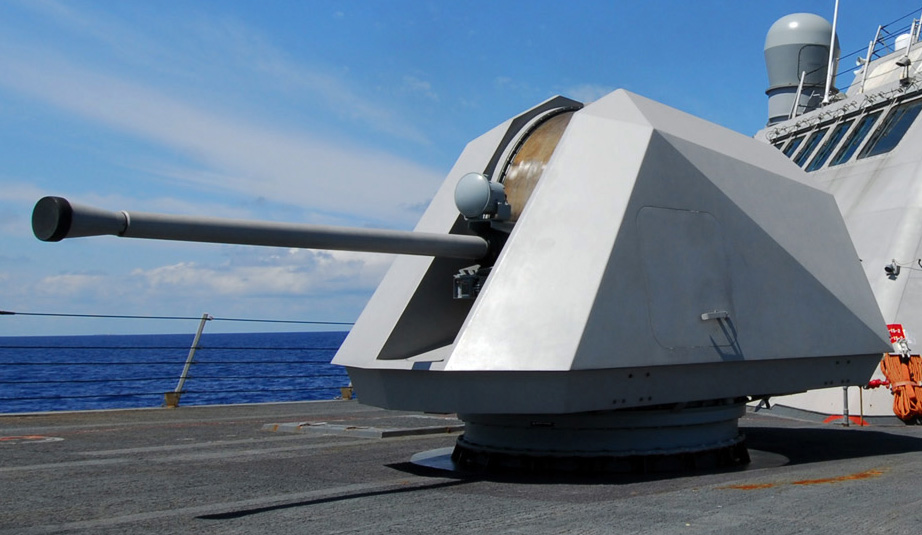
Armata Mk 110 na pokładzie okrętu USS „Freedom”

Działo Mk 110 57 mm – wielozadaniowe działo okrętowe średniego kalibru, zbliżone do działa Bofors 57 Mk 3. Mk 110 zdolny jest strzelać salwą 220 pocisków na minutę na odległość 14,5 km. Działo tego typu znajduje się na wyposażeniu pierwszego okrętu Littoral Combat Ship USS „Freedom”, przewidywane jest także dla pozostałych okrętów LCS, przyszłych niszczycieli typu Zumwalt oraz okrętów amerykańskiej Straży Przybrzeżnej. Programowalne pociski tego systemu, posiadają możliwość działania w sześciu trybach: kontaktowym, opóźnionym, czasowym oraz trzech trybach zbliżeniowych.